# Frederick G. Payne
Frederick George Payne, född 24 juli 1904 i Lewiston, Maine, död 15 juni 1978 i Waldoboro, Maine, var en amerikansk republikansk politiker. Han var guvernör i delstaten Maine 1949-1952. Han representerade Maine i USA:s senat 1953-1959.
Payne var borgmästare i Augusta 1935-1941. Han tjänstgjorde som kapten i andra världskriget. Efter krigstjänsten befordrades han till överstelöjtnant.
Payne efterträdde 1949 Horace A. Hildreth som guvernör i Maine. Han avgick den 24 december 1952 och efterträddes av Burton M. Cross. Han efterträdde 1953 Owen Brewster som senator för Maine. Han kandiderade till omval i senatsvalet 1958 men besegrades av demokraten Edmund Muskie.
Paynes grav finns på German Protestant Cemetery i Waldoboro.